# Avell
A Avell é uma empresa brasileira fabricante de notebooks de alto desempenho, focada em profissionais e em gamers. Em classificação feita no ano de 2015 pela revista Exame em sua edição online, a Avell aparece na 30ª posição das pequenas e médias empresas que mais cresceram no ano de 2015. Só em 2014 teve uma faturamento estimado em mais de R$30 milhões, com um crescimento médio de mais de 57% ao ano. Já em 2021 a empresa obteve um faturamento de R$207 milhões. 